# La Garrapata San Lorenzo
La Garrapata San Lorenzo är en ort i Mexiko.   Den ligger i kommunen Tantoyuca och delstaten Veracruz, i den sydöstra delen av landet, 230 km norr om huvudstaden Mexico City. La Garrapata San Lorenzo ligger 140 meter över havet och antalet invånare är 308.
Terrängen runt La Garrapata San Lorenzo är platt. Runt La Garrapata San Lorenzo är det ganska tätbefolkat, med 72 invånare per kvadratkilometer. Närmaste större samhälle är Tantoyuca, 10,3 km öster om La Garrapata San Lorenzo. Trakten runt La Garrapata San Lorenzo består till största delen av jordbruksmark.